# روجر فرناس
روجر فرناس (بالإسبانية: Roger Fornas)‏ مواليد 24 أكتوبر 1982، هو لاعب كرة سلة إسباني بدأ مسيرته الاحترافية في سنة 2003. يبلغ طوله 6 قدم 8 بوصة (2.0 م).

## فرق لعب لها
- نادي بلد الوليد لكرة السلة

## روابط خارجية
- روجر فرناس على موقع الدوري الأوروبي لكرة السلة (الإنجليزية)
- روجر فرناس على موقع كرة السلة الأوروبية.كوم (الإنجليزية)
- روجر فرناس على موقع ريلجم (الإنجليزية)
- روجر فرناس على موقع بروبوليرز (الإنجليزية)
- روجر فرناس على موقع سبورتس رفرنس (الإنجليزية)